# Budapest tanácselnökeinek listája
Az alábbi felsorolás a Budapest Főváros Tanácsa elnökeit (közismertebb nevén: Budapest főváros tanácselnökeit) tartalmazza a tanácsrendszer 1950. évi létrejöttétől a tisztség 1990. évi megszűnéséig.
- Pongrácz Kálmán (1950–1958)
- Veres József (1958–1963)
- Sarlós István (1963–1970)
- Kelemen Lajos (1970–1971)
- Szépvölgyi Zoltán (1971–1986)
- Iványi Pál (1987–1988)
- Bielek József (1988–1990)